# Tunkwa Park
Tunkwa Park är en park i Kanada.   Den ligger i provinsen British Columbia, i den södra delen av landet, 3 400 km väster om huvudstaden Ottawa. Tunkwa Park ligger 1 187 meter över havet.
Terrängen runt Tunkwa Park är huvudsakligen kuperad, men den allra närmaste omgivningen är platt. Trakten runt Tunkwa Park är nära nog obefolkad, med mindre än två invånare per kvadratkilometer.. Närmaste större samhälle är Logan Lake, 14,2 km söder om Tunkwa Park. 
I omgivningarna runt Tunkwa Park växer i huvudsak barrskog.